# Campionati mondiali di bob 1982
I Campionati mondiali di bob 1982, trentaseiesima edizione della manifestazione organizzata dalla Federazione Internazionale di Bob e Skeleton, si sono disputati dal 6 al 14 febbraio 1982 a Sankt Moritz, in Svizzera sulla pista Olympia Bobrun St. Moritz–Celerina, il tracciato naturale sul quale si svolsero le competizioni del bob e delle skeleton ai Giochi di Sankt Moritz 1928 e di Sankt Moritz 1948 e le rassegne iridate maschili del 1931, del 1935, del 1937 (limitatamente al bob a quattro), del 1938 e del 1939 (solo bob a due), del 1947, del 1955, del 1957, del 1959, del 1965, del 1970, del 1974 e del 1977 per entrambe le specialità maschili. La località elvetica ha ospitato quindi le competizioni iridate per la dodicesima volta nel bob a quattro e per l'undicesima nel bob a due uomini.
L'edizione ha visto dominare la Svizzera che si aggiudicò entrambe le medaglie d'oro, una d'argento e una di bronzo sulle sei disponibili in totale, lasciando alla Germania Est un argento e un bronzo. I titoli sono stati infatti conquistati nel bob a due uomini da Erich Schärer e Max Rüegg e nel bob a quattro da Silvio Giobellina, Heinz Stettler, Urs Salzmann e Rico Freiermuth.

## Risultati

### Bob a due uomini
La gara si è disputata il 6 e il 7 febbraio 1982 nell'arco di quattro manches. Campioni mondiali in carica erano i tedeschi orientali Bernhard Germeshausen e Hans-Jürgen Gerhardt, non presenti tra i primi sei in questa edizione, e il titolo è stato pertanto vinto dagli svizzeri Erich Schärer e Max Rüegg, con Schärer al suo terzo alloro mondiale dopo quelli conquistati a Lake Placid 1978 e Schönau am Königssee 1979 nonché reduce dall'argento colto nella precedente edizione di Cortina d'Ampezzo 1981, davanti ai connazionali Hans Hiltebrand (già campione a Sankt Moritz 1977) e Ulrich Bächli e ai tedeschi orientali Horst Schönau e Andreas Kirchner, entrambi argento un anno prima a Cortina d'Ampezzo.
| Pos. | Atleti                                     | Nazione             | Tempo   | Distacco |
| ---- | ------------------------------------------ | ------------------- | ------- | -------- |
|      | Erich Schärer Max Rüegg                    | Svizzera I          | 4:41.33 |          |
|      | Hans Hiltebrand Ulrich Bächli              | Svizzera II         | 4:41.88 | +0.53    |
|      | Horst Schönau Andreas Kirchner             | Germania Est I      | 4:42.02 | +0.67    |
| 4    | Detlef Richter Dietmar Schauerhammer       | Germania Est II     | 4:44.16 | +2.83    |
| 5    | Andreas Weikenstorfer Hans-Jürgen Hartmann | Germania Ovest II   | 4:44.76 | +3.43    |
| 6    | Jānis Ķipurs Aivars Šnepsts                | Unione Sovietica II | 4:45.24 | +3.91    |

### Bob a quattro
La gara si è disputata il 13 e il 14 febbraio 1982 nell'arco di quattro manches ed hanno preso parte alla competizione 25 compagini di 16 differenti nazioni. Campione mondiale in carica era il quartetto tedesco orientale composto da Bernhard Germeshausen, Hans-Jürgen Gerhardt, Henry Gerlach e Michael Trübner, non presenti tra i primi sei in questa edizione eccetto Gerhardt, giunto quinto nella formazione condotta da Horst Schönau. Il titolo è stato pertanto vinto dall'equipaggio svizzero formato da Silvio Giobellina, Heinz Stettler, Urs Salzmann e Rico Freiermuth, tutti alla loro prima medaglia iridata di specialità, davanti alla formazione tedesca orientale costituita da Bernhard Lehmann, Roland Wetzig, Bogdan Musiol ed Eberhard Weise, con Musiol già campione del mondo a Lake Placid 1978, e all'altra compagine elvetica composta da Erich Schärer, Franz Isenegger, Tony Rüegg e Max Rüegg, con Schärer alla sua ottava medaglia mondiale  nel bob a quattro (di cui tre d'oro vinte nel 1971, nel 1973 e nel 1975), mentre Isenegger fu argento nella precedente rassegna di Cortina d'Ampezzo 1981 ed entrambi i Rüegg bronzo in quella stessa edizione.
| Pos. | Atleti                                                                    | Nazione            | Tempo   | Distacco |
| ---- | ------------------------------------------------------------------------- | ------------------ | ------- | -------- |
|      | Silvio Giobellina Heinz Stettler Urs Salzmann Rico Freiermuth             | Svizzera I         | 4:31.94 |          |
|      | Bernhard Lehmann Roland Wetzig Bogdan Musiol Eberhard Weise               | Germania Est II    | 4:32.96 | +1.02    |
|      | Erich Schärer Franz Isenegger Tony Rüegg Max Rüegg                        | Svizzera II        | 4:33.15 | +1.21    |
| 4    | Fritz Sperling Franz Köfel Andreas Schwab Gerhard Redl                    | Austria I          | 4:34.45 | +2.51    |
| 5    | Horst Schönau Andreas Kirchner Dietmar Schauerhammer Hans-Jürgen Gerhardt | Germania Est I     | 4:34.62 | +2.78    |
| 6    | Franz Paulweber Wolfgang Haid Heis Gerhard Zaunschirm                     | Austria II         | 4:35.71 | +3.77    |
| 7    | nd                                                                        | Unione Sovietica I | nd      | nd       |

## Medagliere
| Posizione | Nazione      | Oro | Argento | Bronzo | Totale |
| --------- | ------------ | --- | ------- | ------ | ------ |
| 1         | Svizzera     | 2   | 1       | 1      | 4      |
| 2         | Germania Est | 0   | 1       | 1      | 2      |
| Totale    | Totale       | 2   | 2       | 2      | 6      |